# O
La O od o è la tredicesima lettera dell'alfabeto italiano e la quindicesima dell'alfabeto latino.
Si può leggere sia aperta, come nella parola italiana "però", in cui è una vocale posteriore semiaperta arrotondata (trascrizione IPA: /ɔ/), sia chiusa, come nella parola "pero", in cui è una vocale posteriore semichiusa arrotondata (transl. IPA: /o/). Nell'alfabeto greco le due valenze venivano scritte con due caratteri diversi: rispettivamente le lettere omega (maiuscolo Ω, minuscolo ω) e omicron (maiuscolo O, minuscolo o).
Il simbolo O è inoltre la traslitterazione del kana o e, infine, della vocale posteriore medio-alta nell'alfabeto fonetico internazionale.

## Storia
| proto-semitica ‘en (occhio) | ayin fenicia (si legge /ʕ/) | omicron greca (O breve) | O etrusca | O latina |

Anche se il semitico ''en (occhio) e la fenicia ayin venivano usati in alcuni alfabeti per trascrivere [o], il suono era di solito consonantico (come per la lettera araba ع chiamata ʿayn) e trascrivevano la consonante fricativa faringale sonora. L'estrema semplicità della sua forma la preservò da sostanziali modifiche, così sia la greca omicron (che era usata solo per la versione breve della O), sia la O etrusca e latina rappresentavano la vocale [o].